# Brian Campbell
Brian Wesley Campbell (* 23. Mai 1979 in Strathroy, Ontario) ist ein ehemaliger kanadischer Eishockeyspieler und derzeitiger -funktionär, der während seiner aktiven Karriere zwischen 1995 und 2017 unter anderem 1189 Spiele für die Buffalo Sabres, San Jose Sharks, Chicago Blackhawks und Florida Panthers in der National Hockey League bestritten hat. Im Verlauf seiner Karriere gewann der Offensivverteidiger im Jahr 2010 mit den Chicago Blackhawks den Stanley Cup. Darüber hinaus erhielt Campbell zwei Jahre später die Lady Byng Memorial Trophy und wurde während seiner 17 Spielzeiten in der NHL einmal ins All-Star Team gewählt und nahm viermal am All-Star Game teil.

## Karriere
Campbell wuchs im kanadischen Strathroy auf und erlernte das Eishockeyspielen an der Colborne Street Public School sowie am Strathroy District Collegiate Institute. Zur Saison 1995/96, nach Beendigung der High School, begann der Verteidiger für die Ottawa 67’s in der Ontario Hockey League zu spielen, nachdem er von diesen im Sommer in der dritten Runde des OHL Drafts ausgewählt worden war. Dort absolvierte Campbell zunächst drei solide Spielzeiten, in denen er sich stetig steigerte und auch seine Offensivstatistiken kontinuierlich verbesserte. In seiner letzten Junioren-Spielzeit 1998/99 erzielte er mit 87 Scorerpunkten eine Bestmarke und führte alle Verteidiger der OHL nach Punkten an. Am Ende der Saison erhielt er daraufhin zahlreiche Auszeichnungen, darunter die Red Tilson Trophy für den wertvollsten Spieler der OHL, die Max Kaminsky Trophy als bester Verteidiger des Jahres der OHL und die William Hanley Trophy, die dem fairsten Spieler der OHL verliehen wird. Trotz des verpassten Gewinns der OHL-Meisterschaft nahmen die 67’s im selben Jahr als Ausrichter am Memorial Cup teil, den sie überraschend gewinnen konnten. Neben der Auszeichnung mit der George Parsons Trophy für den fairsten Spieler des Memorial Cups wurde Campbell im Rahmen des Turniers auch zum Spieler des Jahres der Canadian Hockey League ernannt.

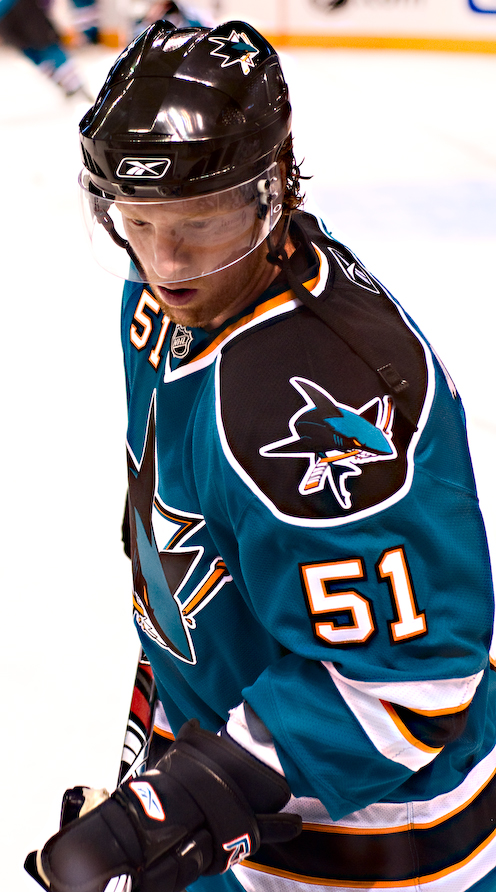
Campbell im Trikot der San Jose Sharks

Nachdem Campbell bereits im NHL Entry Draft 1997 in der sechsten Runde an 156. Stelle von den Buffalo Sabres ausgewählt worden war, verpflichteten ihn diese im Anschluss an den Memorial Cup und setzten ihn für zwei Playoff-Spiele in der American Hockey League bei ihrem Farmteam, den Rochester Americans, ein. In deren Kader fand sich der Kanadier auch über weite Teile der Saison 1999/00 wieder, gab aber sein Debüt in der NHL für die Sabres. Insgesamt kam er in dieser Spielzeit zu zwölf Einsätzen für Buffalo. Trotzdem verweilte er auch die folgenden zwei Spielzeiten zwischen Rochester und Buffalo, ehe er ab der Saison 2002/03 einen festen Platz in der Verteidigung der Sabres erhielt. Zwar sammelte er in seiner Rookiespielzeit 19 Punkte in 65 Spielen erlangte aber vielmehr dadurch Aufmerksamkeit, dass er und sein Teamkollege Rhett Warrener wegen des Verdachts auf die Lungenkrankheit SARS unter Quarantäne gestellt wurden und so jeweils drei NHL-Spiele verpassten. Der Verdacht bestätigte sich jedoch nicht.
Nach einer weiteren Saison bei den Sabres, in der er sich im Vergleich zum Vorjahr nicht verbessern konnte, wechselte er während der Lockout-Saison 2004/05 in die finnische SM-liiga zu Jokerit Helsinki, wo er sein Offensivspiel wieder deutlich verbesserte und 25 Punkte in 44 Spielen verbuchte. Am Ende der Spielzeit errang er mit Jokerit die Vizemeisterschaft.
Zur Saison 2005/06 kehrte Campbell zu den Buffalo Sabres zurück und stellte in der Folge persönliche Bestmarken in allen Offensivkategorien aus. Er beendete die Spielzeit als punktbester Sabres-Verteidiger. Zudem stieß er mit der Mannschaft bis ins Finale der Eastern Conference vor. Im folgenden Spieljahr knüpfte der nahtlos an die vorangegangene Spielzeit an, was ihm die erstmalige Nominierung für das NHL All-Star Game einbrachte. Mit 48 Punkten in 82 Spielen verbesserte er seine Werte aus dem Vorjahr erneut. In der Saison 2007/08 präsentierte sich Campbell weiterhin auf hohem Niveau spielend, wodurch er erneut am NHL All-Star Game teilnahm. Da er sich im letzten Jahr seines Vertrages befand und sich mit den Sabres auf keinen neuen Vertrag einigen konnte, wurde er am 26. Februar 2008 mit einem Draftrecht der siebten Runde für Steve Bernier und ein Erstrunden-Draftrecht zu den San Jose Sharks transferiert. In San Jose, an der Seite seines Jugendfreundes Joe Thornton, fasste Campbell schnell Fuß und konnte seine Punktausbeute mit 19 Scorerpunkten aus den verbleibenden 20 Saisonspielen deutlich steigern. Seine Leistungen wurden schließlich mit der erstmaligen Wahl ins NHL Second All-Star Team belohnt. Im Anschluss an die Spielzeit entschied sich der Kanadier gegen eine Weiterführung seines Engagements bei den Nordkaliforniern, da er in der Nähe seiner kanadischen Heimatstadt und Familie spielen wollte. Als einer der begehrtesten Free Agents des Sommers 2008 unterzeichnete er schließlich einen Achtjahres-Vertrag mit einem durchschnittlichen Jahressalär von 7,1 Millionen US-Dollar bei den Chicago Blackhawks. Mit Chicago gewann er in der Saison 2009/10 den Stanley Cup.
Am 25. Juni 2011 gaben ihn die Blackhawks im Austausch für Rostislav Olesz an die Florida Panthers ab. In der Saison 2011/12 wurde Campbell zum Assistenzkapitän der Mannschaft ernannt. Er stellte mit 53 Scorerpunkten am Ende der Saison eine neue persönliche Bestmarke auf, mit 49 Assists war er zudem der zweitbeste Vorlagengeber der Liga. Gleichzeitig stand er mit fast 27 Minuten pro Spiel länger auf dem Eis als jeder andere Spieler, erhielt dabei aber nur sechs Strafminuten. Campbell wurde schließlich mit der Lady Byng Memorial Trophy ausgezeichnet, die jährlich an den Spieler der NHL verliehen wird, der einen hohen sportlichen Standard und vorbildliches Benehmen kombinieren konnte. Damit war er der erste Verteidiger seit Red Kelly im Jahr 1954, der die Trophäe gewinnen konnte.
Während der Spielzeit 2015/16 absolvierte Campbell sein 1000. Spiel in der NHL, bevor er am letzten Spieltag der Saison sein 376. Spiel in Folge für die Panthers machte und somit den Franchise-Rekord von Olli Jokinen egalisierte. Über die Spielzeit hinaus erhielt er jedoch keinen neuen Vertrag von den Panthers, sodass er im Juli 2016 als Free Agent zu den Chicago Blackhawks zurückkehrte. Dort absolvierte der Kanadier eine letzte Spielzeit, ehe er im Juli 2017 im Alter von 38 Jahren seine Karriere offiziell beendete. Campbell wechselte daraufhin ins Funktionärsteam Chicagos.

### International
Campbell war Mitglied der kanadischen U20-Auswahl bei der U20-Junioren-Weltmeisterschaft 1999. Neben dem Gewinn der Silbermedaille wurde er in das All-Star-Team des Turniers gewählt. Im Finale waren die Kanadier der russischen Auswahl knapp mit 2:3 in der Verlängerung unterlegen gewesen.

## Erfolge und Auszeichnungen
| - 1998 OHL Third All-Star Team - 1999 OHL First All-Star Team - 1999 Red Tilson Trophy - 1999 Max Kaminsky Trophy - 1999 William Hanley Trophy - 1999 CHL First All-Star Team - 1999 CHL Player of the Year - 1999 Memorial-Cup-Gewinn mit den Ottawa 67’s - 1999 George Parsons Trophy | - 2001 Teilnahme am AHL All-Star Classic - 2007 Teilnahme am NHL All-Star Game - 2008 Teilnahme am NHL All-Star Game - 2008 NHL Second All-Star Team - 2009 Teilnahme am NHL All-Star Game - 2010 Stanley-Cup-Gewinn mit den Chicago Blackhawks - 2012 Teilnahme am NHL All-Star Game - 2012 Lady Byng Memorial Trophy |

### International
- 1999 Silbermedaille bei der U20-Junioren-Weltmeisterschaft
- 1999 All-Star-Team der U20-Junioren-Weltmeisterschaft

## Karrierestatistik

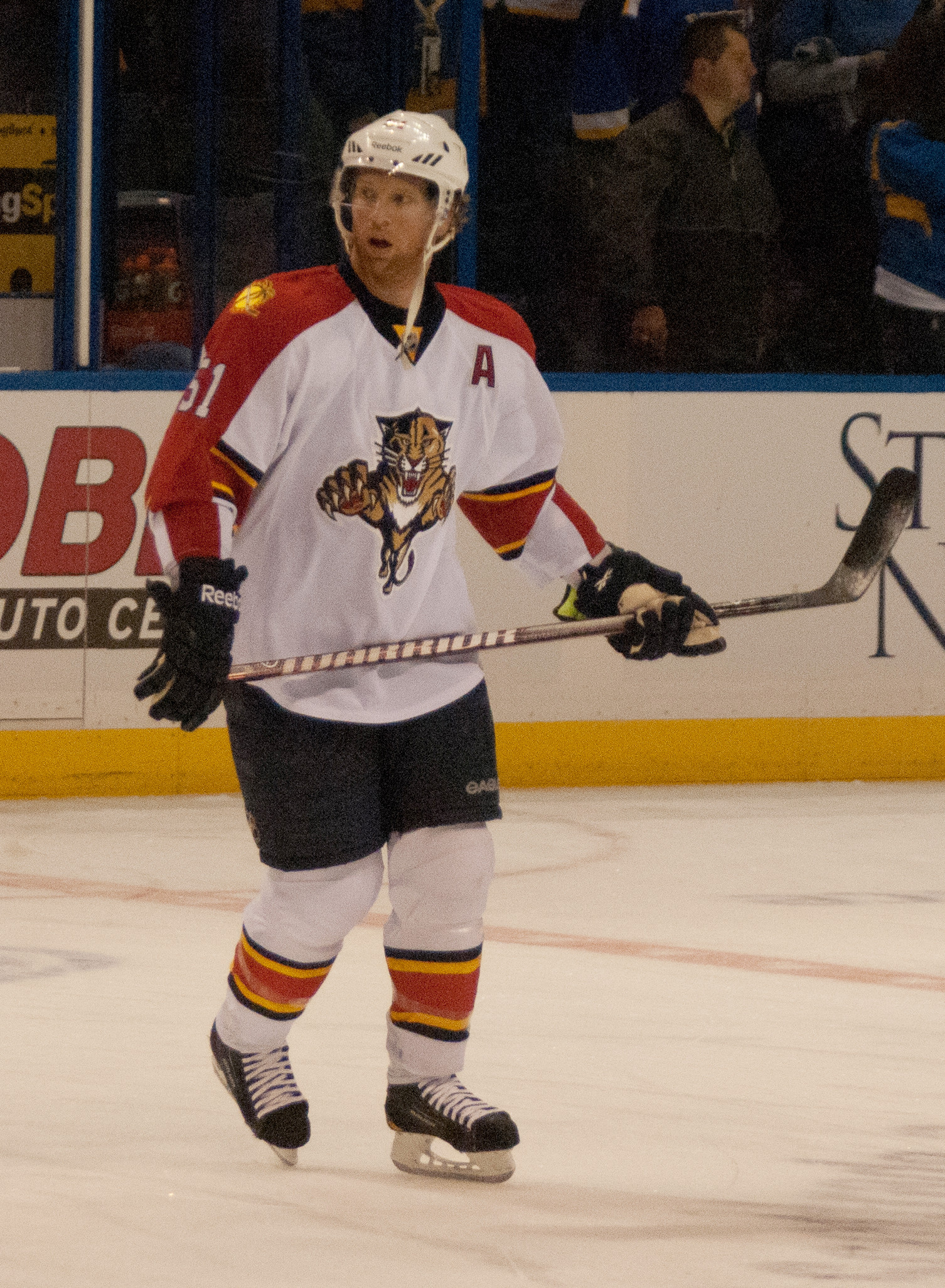
Campbell in Diensten der Florida Panthers

### International
Vertrat Kanada bei:
- U20-Junioren-Weltmeisterschaft 1999
- Weltmeisterschaft 2013

(Legende zur Spielerstatistik: Sp oder GP = absolvierte Spiele; T oder G = erzielte Tore; V oder A = erzielte Assists; Pkt oder Pts = erzielte Scorerpunkte; SM oder PIM = erhaltene Strafminuten; +/− = Plus/Minus-Bilanz; PP = erzielte Überzahltore; SH = erzielte Unterzahltore; GW = erzielte Siegtore; 1 Play-downs/Relegation; Kursiv: Statistik nicht vollständig)